# Lisunov Li-2
Lisunov Li-2 (în limba rusă Лисунов Ли-2, Cod NATO: „Cab”) este un avion bimotor fabricat în Uniunea Sovietică pentru transport de pasageri sau marfă, versiunea sub licență al modelului nord american Douglas DC-3 și care a fost utilizat masiv în timpul celui de-Al Doilea Război Mondial. Uneori apare și sub denumirea de Lissunow Li-2 sau simplu Li-2.

## Istoric

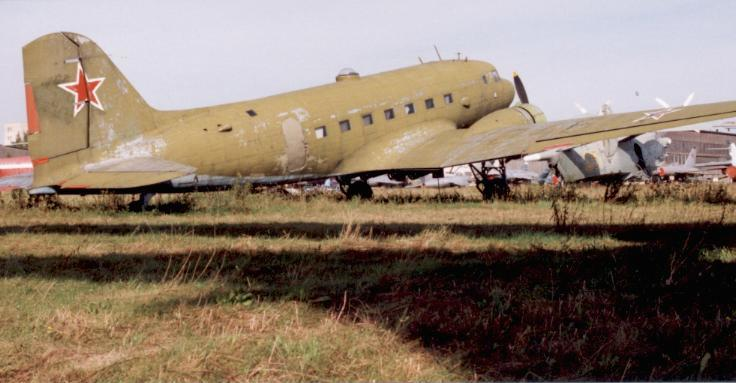
Lisunov Li-2 al Forțelor Aeriene Sovietice la muzeul Monino, Moscova

## Construcție
Li-2 este un avion de construcție complet metalică, cu aripă joasă autoportantă, aripa mijlocie (încastrată în fuzelaj) de formă dreptunghiulară (prevăzută cu trei lonjeroane), pe care sunt montate motoarele, aripa exterioară de formă trapezoidală formând un unghi diedru cu cea mijlocie iar extremitatea rotunjită (vezi vedere de sus). Ampenajul este de asemenea autoportant de tip jos. Roata din spate este complet escamotabilă iar trenul de aterizare escamotabil doar pe jumătate în gondola motoarelor. Iarna se puteau monta schiuri.

## Variante

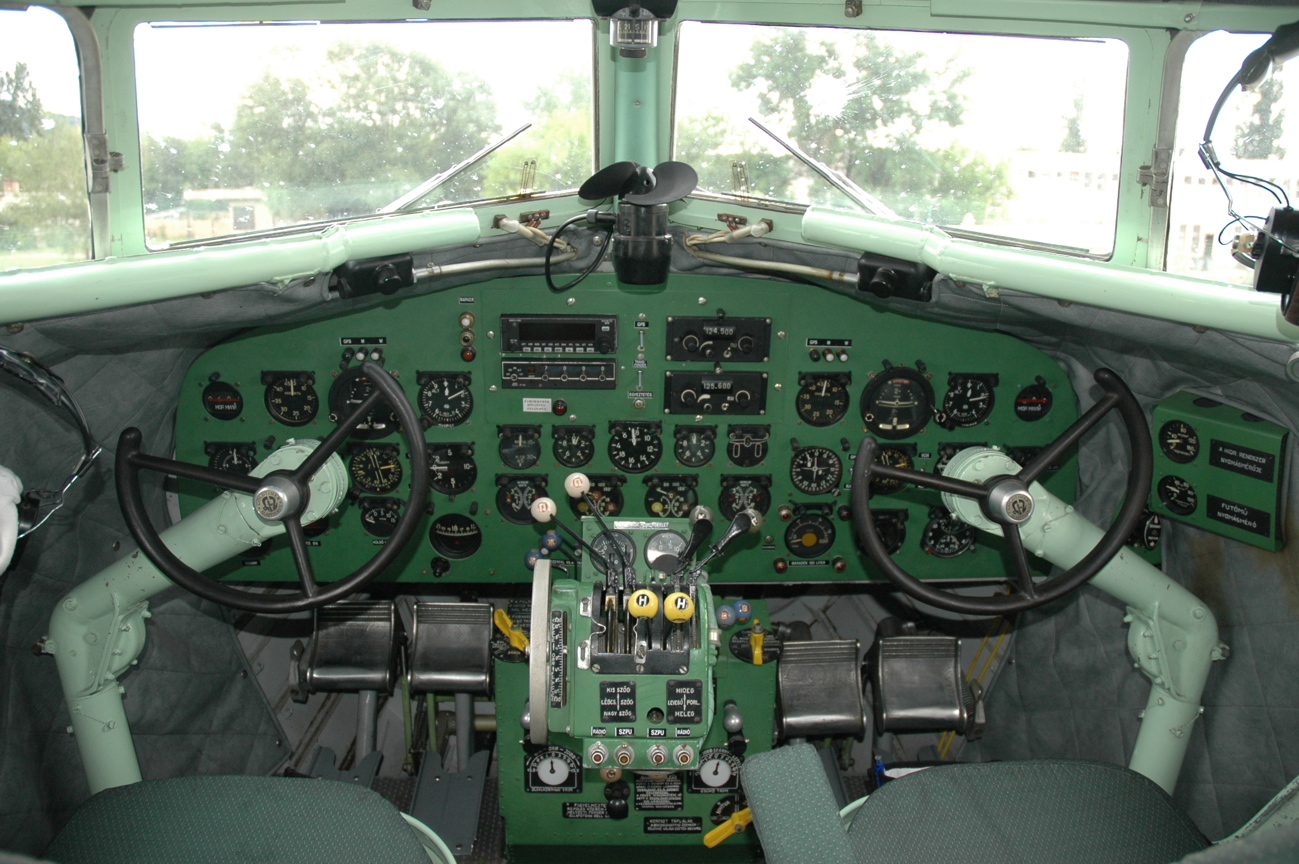
Cockpitul unui Li-2

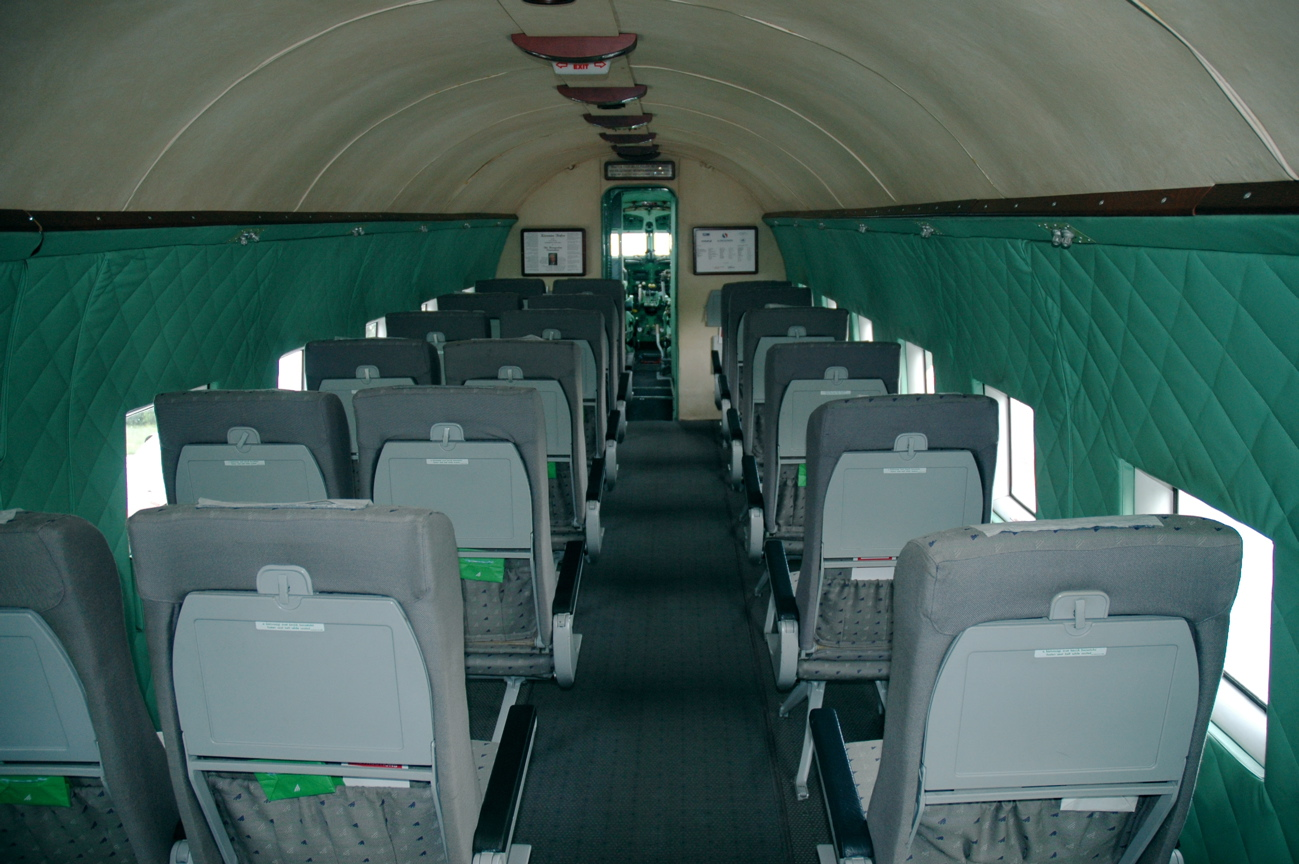
Cabina pasagerilor al unui LI-2

| Uniunea Sovietică | |
| PS-84             | Inițial avion de pasageri (Pasagerski Samoliot) cu 14 până la 28 locuri. Comparativ cu DC-3 cu anvergura mai mică, greutatea gol mai mare, ușa laterală pe partea dreaptă și motoare de putere mai mică |
| Li-2              | Avion de transport militar dotat cu armament de apărare (de la 17 septembrie 1942) |
| Li-2D             | Versiune de Li-2 pentru desant de parașutiști (1942) |
| Li-2WW            | Versiunea de bombardier (Voienîi variant) (1942) |
| Li-2W             | Variantă de Li-2 ca avion meteo pentru mari înălțimi (1956) |
| Iugoslavia        | |
| Li-3              | Li-2 echipat cu motoare originale de DC-3 tipul Pratt & Whitney R-1830 |
| Polonia           | |
| Li-2T(sb)         | Bombardier școală |

## Date tehnice

Planul unui Li-2:
vedere laterală
vedere de sus și vedere din față

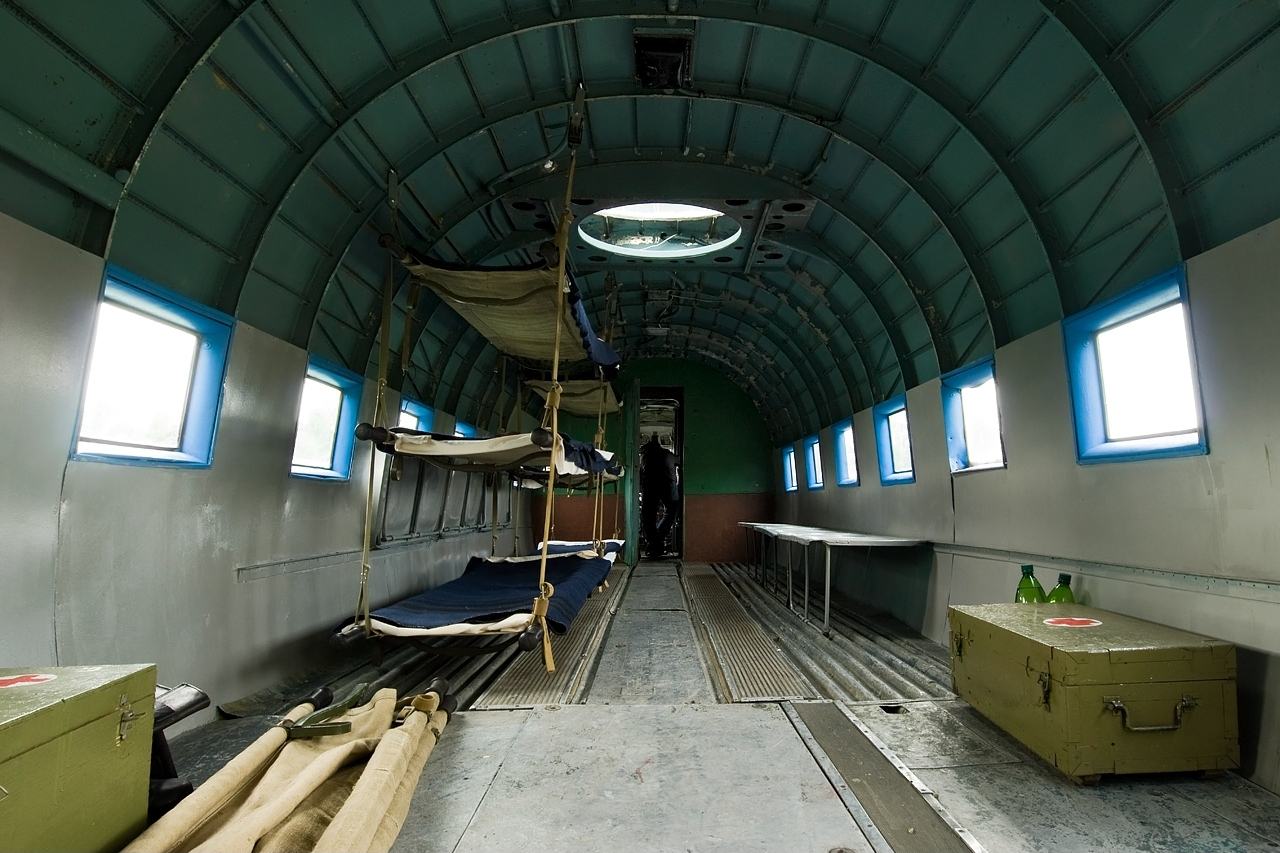
Cabina amenajată pentru transport de răniți (muzeul Monino, Moscova

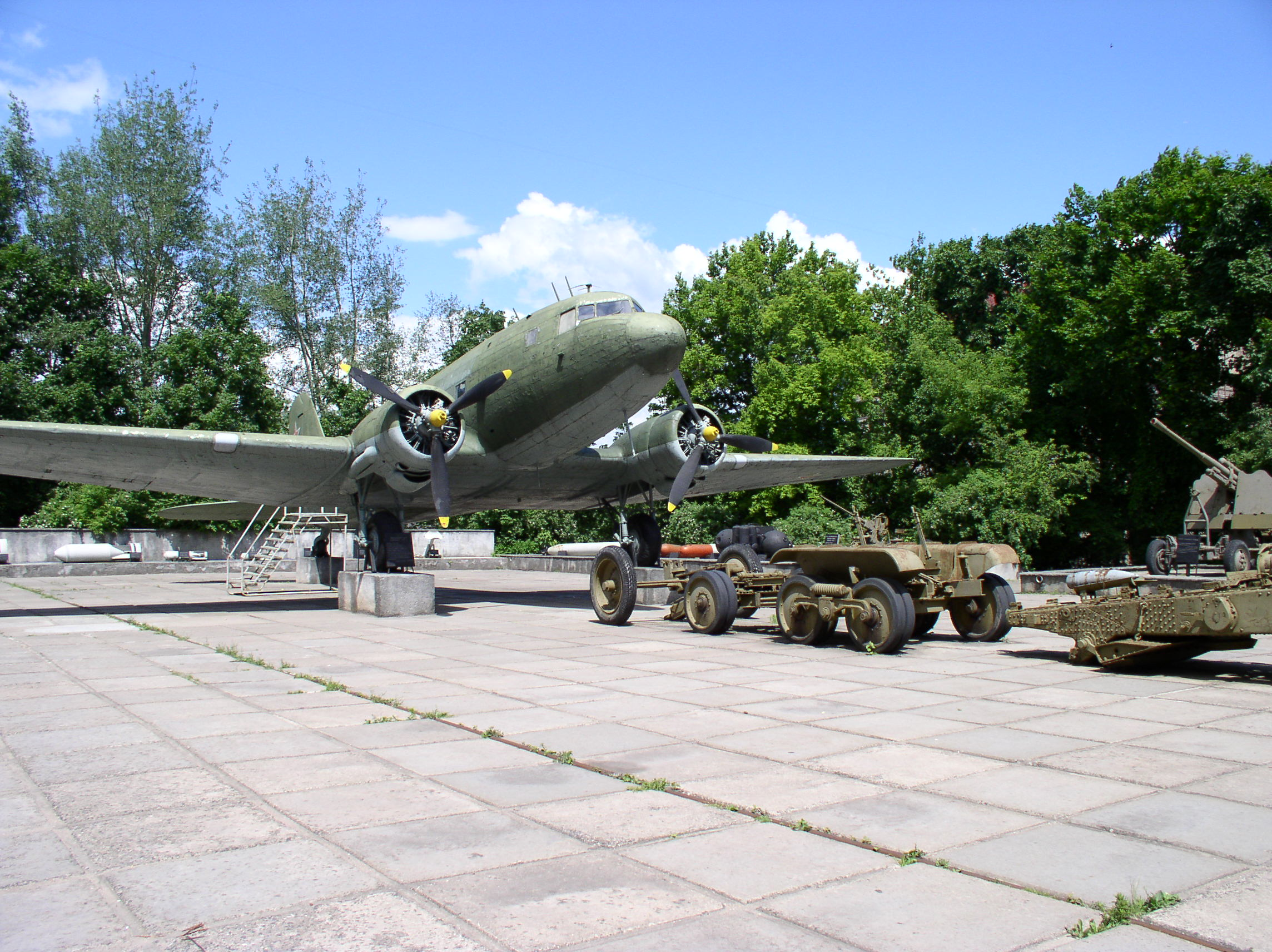
Un Li-2 la muzeul din Minsk

| Parametri                                | PS-84                                                                                | Li-2WW |
| ---------------------------------------- | ------------------------------------------------------------------------------------ | --- |
| Echipaj                                  | 4                                                                                    | 5–6 |
| Pasageri                                 | 14–24                                                                                | - |
| Lungime                                  | 19,65 m                                                                              | 19,65 m |
| Anvergură                                | 28,81 m                                                                              | 28,81 m |
| Înălțime                                 | 5,15 m                                                                               | 5,15 m |
| Suprafață portantă                       | 91,70 m²                                                                             | 91,70 m² |
| Ampatament tren aterizare                | 5,63 m                                                                               | 5,63 m |
| Greutate gol                             | 7.700 kg                                                                             | 7.650 kg |
| Încărcătură                              | 3.000 kg                                                                             | nespecficat |
| Greutate la decolare                     | 10.700 kg                                                                            | 11.700 kg |
| Viteză de croazieră                      | max. 220 km/h                                                                        | 240 km/h |
| Viteza maximă                            | 280 km/h                                                                             | 270 km/h |
| Viteza la aterizare                      | 110 km/h                                                                             | 108 km/h |
| Viteză de urcare                         | 5 m/s                                                                                | nespecficat |
| Încărcare pe sup. portantă               | 116,6 kg/m²                                                                          | nespecficat |
| Încărcare pe unitate de putere           | 5,3 kg/PS                                                                            | nespecficat |
| Distanța de rulare la decolare/aterizare | 400 m / 390 m                                                                        | 400 m / 390 m |
| Plafon de zbor                           | 5.600 m                                                                              | 5.600 m |
| Distanța de croazieră                    | max. 2.200 km cu încărcătură max. 1100 km                                            | 2.200 km |
| Motoare                                  | două motoare cu 9 cilindri în stea M-62IR, răcite cu aer                             | două motoare cu 9 cilindri în stea M-62IR, răcite cu aer                                                                  |
| Putere                                   | Putere la decolare, fiecare motor 735.5 CP Putere de croazieră, fiecare motor 618 CP | Putere la decolare, fiecare motor 735.5 CP Putere de croazieră, fiecare motor 618 CP                                      |
| Rezervor                                 | 3.110 litri                                                                          | nespecficat |
| Armament                                 | fără                                                                                 | trei mitraliere 7,62 mm SchKAS o mitralieră 12,7 mm UBK RS-82 sau RS-132 rachete-aer-sol sub aripi până la 1.000 kg bombe |
| Greutate bombe                           | fără                                                                                 | normal 1.000 kg max. 2.000 kg pentru distanțe mici                                                                        |